# Viacha
Viacha – miasto w Boliwii, w departamencie La Paz, w prowincji Ingavi.